# ازدواج همجنس در نیویورک
ازدواج همجنس‌گرایان در ایالت نیویورک از ۴ ژوئیه ۲۰۱۱ قانونی شده‌است. این قانون از لایحه برابری ازدواج به وجود آمد که در ۲۴ ژوئن ۲۰۱۱ از مجلس قانون‌گذاری نیویورک گذشت (رای آورد) و در همان روز توسط فرماندار نیویورک اندرو کومو امضا شد.. اگرچه این لایحه ازدواج را قانونی می‌کند اما ممنوعیت تبعیض ندارد یعنی بر اساس این قانون افراد به دلایل شخصی یا مذهبی می‌توانند از ثبت ازدواج زوج‌های همجنس‌گرا سرباز زنند.